# Lépin-le-Lac
Lépin-le-Lac è un comune francese di 417 abitanti situato nel dipartimento della Savoia della regione dell'Alvernia-Rodano-Alpi.
Si trova sulle rive del Lago di Aiguebelette.

## Società

### Evoluzione demografica
Abitanti censiti